# Осада Ксеригордона
Осада Ксеригордо́на — осада сельджуками под командованием военачальника Эльханеша крепости Ксеригордон, захваченной крестьянами-крестоносцами во главе с Рено де Бреем в ходе Крестьянского крестового похода. Защитники крепости остались без воды и после восьми дней осады сдались 29 сентября 1096 года. Некоторые из крестоносцев согласились принять ислам, а те, кто отказались, были убиты.

## Предыстория
Армия крестьян-крестоносцев высадилась в Малой Азии 6 августа 1096 года и расположились лагерем у Циветота к северо-западу от Никеи, тогдашней столицы Конийского султаната. Молодой султан Кылыч-Арслан I был в это время в военном походе на востоке, борясь с Данишмендидами.
В ожидании главной армии крестоносцев дезорганизованные крестьяне-крестоносцы начали нападать на окрестные деревни. Они собирались в отряды и в какой-то момент даже победили гарнизон Никеи, когда тот пытался их остановить. Рено де Брей возглавил отряд из 6 000 немцев (лангобардов и алеманнов), в их числе было около 200 рыцарей. Рено был не удовлетворен результатами грабежей близ Никеи и пошел дальше на Ксеригордон, крепость в четырёх днях пути на восток, чтобы создать там базу для набегов. 18 сентября 1096 года Рено легко победил гарнизон Ксеригордона.
Кылыч-Арслан I поручил полководцу Эльханешу командование 15-тысячной армией, состоявшей в основном из конных лучников, чтобы прекратить беспорядки.

## Битва
Эльханеш прибыл через три дня после занятия Рено Ксеригордона, 21 сентября, и осадил крепость. Скорость передвижения турецких конных войск застала немцев врасплох, они не ожидали осады и не подготовили припасы. Более того, в крепости не было запасов воды:
 Наши люди так изнывали от жажды, что пили кровь своих лошадей и ослов, другие опускали пояса и платки в колодец и выжимали влагу из них в рот… некоторые мочились друг другу в ладони и пили, а иные копали влажную землю и ложились на неё спиной, чтобы уменьшить страдания от жажды и охладить тело
Подкрепления к крестоносцам не пришли. Некоторые исследователи указывают, что турки послали двух шпионов в лагерь крестоносцев в Циветот, чтобы они распространили слух, что в Ксеригордоне по-прежнему безопасно, и даже, что Никея захвачена Рено де Бреем. Другие отмечают, что лидеры крестоносцев никак не могли договориться между собой, пока, наконец, в октябре не пришла весть о капитуляции Ксеригордона.
В течение восьми дней крестоносцы сопротивлялись жажде, дождю из стрел и дымовым атакам турок. В итоге лидер немцев предложил сдаться. Крепость капитулировала 29 сентября 1096 года. Некоторые из крестоносцев приняли ислам и стали рабами, отказавшиеся менять веру были убиты.
Сведения о судьбе Рено де Брея неоднозначны. Некоторые указывают, что он был убит в начале осады, пытаясь захватить турецкие бочки с водой, другие — что он умер во время осады или принял ислам.

## Последствия
После падения Ксеригордона Кылыч-Арслан I послал свою армию устроить засаду крестьянам-крестоносцам близ Циветота, на их пути в Никею.